# Elopiformes
Els elopiformes són un ordre de peixos marins teleostis del superorden Elopomorpha, distribuïts per tots els oceans. És un grup petit en l'actualitat, encara que existeixen bastants espècies extingides.

## Sistemàtica
Existeixen dues famílies de tarpons, els anomenats matxets i els sàbals:
- Ordre Elopiformes
  - Família Elopidae
    - Gènere Elops - Matxets

  - Família Megalopidae
    - Gènere Megalops - Sàbals